# جورج ديفيس (سياسي أمريكي)
جورج ديفيس (بالإنجليزية: George Davis)‏ هو محامي وسياسي أمريكي، ولد في 1 مارس 1820 في ويلمينغتون في الولايات المتحدة، وتوفي بنفس المكان في 23 فبراير 1896. حزبياً، نشط في الحزب الديمقراطي. وقد انتخب Confederate States Attorney General ‏.